# Asmalı (Yumurtalık)
Asmalı ist ein Ortsteil (Mahalle) im Landkreis Yumurtalık der türkischen Provinz Adana mit 1088 Einwohnern (Stand: Ende 2024). Im Jahr 2011 hatte der Ort 986 Einwohner.